# Włośnianka bagienna

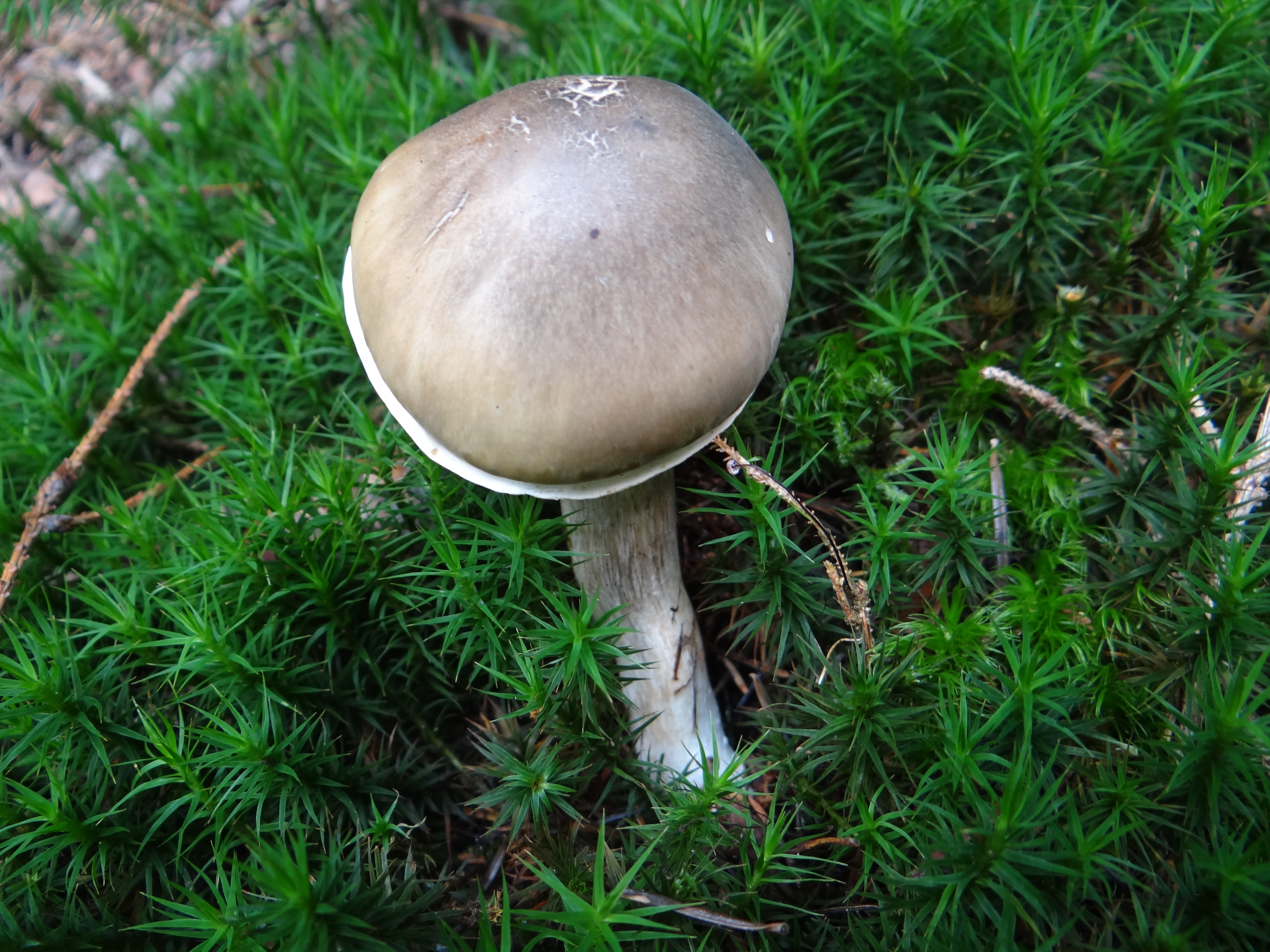

Włośnianka bagienna (Hebeloma helodes J. Favre) – gatunek grzybów należący do rodziny pierścieniakowatych (Strophariaceae).

## Systematyka i nazewnictwo
Pozycja w klasyfikacji według Index Fungorum: Hebeloma, Strophariaceae, Agaricales, Agaricomycetidae, Agaricomycetes, Agaricomycotina, Basidiomycota, Fungi.
Po raz pierwszy opisał go Jules Favre w 1948 r. Synonim: Hebeloma helodes var. capitatum Lacercat-Didier, Berthelot, Foulon, Errard, Martino, Chalot & Blaudez 2016.
Nazwę polską zaproponował Władysław Wojewoda w 2003 r.

## Morfologia
Kapelusz
Średnica 2–9 cm. Młode owocniki są łukowate, starsze płaskie z płytkim garbem, czasami nieco wklęsłe z podwiniętym brzegiem. Powierzchnia ma barwę od jasnocielistobrązowej do żółtobrązowej z ciemniejszym środkiem. Brzeg ma kolor od białawego do brązowego, charakterystyczną cechą jest występowanie wyraźnej dwukolorowości w ubarwieniu kapelusza. Podczas wilgotnej pogody kapelusz jest wodnistoszarobrązowy.
Blaszki
Szerokie, gęste, przy trzonie wykrojone. U młodych okazów są białawe, u starszych brązowe. Podczas wilgotnej pogody wydzielają krople cieczy.
Trzon
Wysokość 3–9 cm, grubość 0,4–0,7 cm, czasami z podstawą zgrubiałą do ok. 1 cm. Jest walcowaty, pełny, czasami pusty w środku. Powierzchnia w górnej części płatkowata, kolor początkowo białawy, później staje się (poczynając od dołu) żółtobrązowy.
Miąższ
Zapach nieco rzodkiewkowaty, smak gorzkawy.
Gatunki podobne
Włośnianki są trudne do oznaczania ze względu na bardzo podobne, cielistobeżowoochrowe ubarwienie kapeluszy. Dla włośnianki bagiennej charakterystyczny jest dwukolorowy kapelusz (brzegi znacznie jaśniejsze od centrum) oraz siedlisko – mokradła.

## Występowanie i siedlisko
Opisano występowanie tego gatunku głównie w Europie, występuje tutaj w wielu krajach. Poza Europą znany jest tylko w prowincji Quebec w Kanadzie. W Polsce jego rozprzestrzenienie i częstość występowania nie są znane. W publikacjach naukowych do 2003 r. podano 3 stanowiska, w późniejszych latach podano wiele następnych.
Naziemny grzyb mykoryzowy. Owocniki wyrastają na ziemi, na torfowiskach i moczarach, pod wierzbami wśród mchów, także w lasach dębowych i bukowych na jałowej i piaszczystej glebie.

## Znaczenie
Grzyb niejadalny.